# Until Dawn
Cet article concerne le jeu vidéo original. Pour l'adaptation cinématographique du jeu vidéo, voir Until Dawn (film).
Until Dawn (traduit : Jusqu'à l'aube) est un jeu vidéo d'action-aventure britannique de type survival horror en film interactif développé par Supermassive Games et édité par Sony Computer Entertainment, sorti en août 2015 sur PlayStation 4,. Le jeu est annoncé lors de la gamescom 2012 et est initialement prévu pour sortir en 2013 sur PlayStation 3, se jouant uniquement avec le PlayStation Move.
Avant même sa sortie, le jeu est perçu comme un hommage aux slashers movie de la fin des années 1990, du genre Scream ou Souviens-toi... l'été dernier et même encore Saw dans le milieu des années 2000 ainsi qu'aux séries B.
Le jeu est très bien reçu par la critique et les joueurs. Les graphismes, l'ambiance, le scénario, la modélisation des acteurs et leur performance en doublage sont désignés comme les points forts du jeu, malgré un début d'aventure un peu mou,. Il est même mentionné que le jeu est la plus grosse surprise de la rentrée 2015 tandis qu'il se classe premier des ventes sur PlayStation 4 en France lors de la semaine de sa sortie. Du côté des distinctions, le jeu est classé troisième des meilleurs jeux originaux et est récompensé pour le trophée du meilleur jeu d'horreur au Global Game Awards.
Une version entièrement retravaillée du jeu, développée par Ballistic Moon pour PlayStation 5 et Windows, est sortie en 2024. Graphiquement, cette version a été reconstruite avec le moteur Unreal Engine 5, la mise en scène a été revue et les animations ainsi que les captures de mouvements ont été mises à jour avec la participation de certains acteurs de la version originale. Deux nouvelles scènes post-génériques ont également été ajoutées.
Le jeu a donné naissance à une franchise avec notamment un spin-off intitulé Until Dawn: Rush of Blood, sorti en 2016 sur PlayStation VR, suivi d'une préquelle intitulée The Inpatient (en), sortie en janvier 2018. Un spin-off cinématographique réalisé par David F. Sandberg et mettant en scène une autre histoire se déroulant dans l'univers du jeu est sorti en 2025.

## Synopsis
Le déroulement précis de l’intrigue dépend des choix du joueur, des éléments retrouvés lors du gameplay et de sa réussite dans l'exécution des QTE.
Le prologue se déroule le 2 février 2014, au soir, dans un chalet dans les montagnes de Blackwood Pines dans l’Alberta, une province du Canada. Joshua Washington et ses deux sœurs jumelles, Hannah et Beth, les enfants du propriétaire, passent leurs vacances d'hiver avec leurs amis Michael, Samantha, Ashley, Christopher, Jessica, Matthew et Emily. Hannah est piégée par Mike, Ashley, Emily, Jessica et Matt: elle espérait passer sa première nuit avec Mike avant d'être surprise par ses amis qui filmaient la scène en secret. Honteuse, elle fuit dans la nature. Rattrapée par Beth, elles sont poursuivies par un homme inconnu et finissent par chuter du haut d'une falaise.
Un an passe et Hannah et Beth sont toujours portées disparues. Josh décide d'inviter ses sept amis dans le même chalet, en guise de réconciliation. Mike est en couple avec Jessica, son ex-petite-amie Emily est avec Matt, et Chris espère se rapprocher d'Ashley. Josh essaie de se montrer enthousiaste et accueillant mais rapidement, les couples se séparent : Mike et Jessica partent s'installer dans une cabane à part, et Emily retourne au téléphérique avec Matt récupérer son sac. Jess est soudainement enlevée et Mike part à sa poursuite, la retrouvant (morte ou blessée selon la rapidité du joueur) dans la cabine d'un élévateur des mines qui chute. Il continue sa route et en suivant l’inconnu, trouve un sanatorium abandonné. Il peut se coincer deux doigts dans un piège à ours et se libérer avec une machette. En explorant les lieux, il retrouve des documents autour des 30 mineurs qui se sont retrouvés coincés dans les tunnels en 1952. En parallèle, Chris et Ashley sont pris pour cible par un psychopathe affublé d'un masque de clown qui force Chris à choisir entre Ashley et Josh, attachés dans un piège qui découpera l'un des deux avec une scie circulaire géante; quelle que soit la décision de Chris, Josh sera tué. Le psychopathe se tourne ensuite vers Samantha, seule dans le chalet; elle peut être capturée ou prendre la fuite. En revenant au chalet, Chris et Ashley sont à nouveau poursuivis par le psychopathe et croient voir les fantômes de Beth et Hannah, avant de finir attachés à des chaises. Chris a un pistolet et doit choisir entre sa vie et celle d'Ashley. Mike et Samantha interviennent et la supercherie est révélée: le psychopathe est en fait Josh, perturbé depuis la mort de ses sœurs et ayant conçu une vengeance complexe à partir des effets spéciaux utilisés pour les films d'horreur produits par son père, pour torturer psychologiquement ceux qu'il estime responsable de la mort de Hannah et Beth et les filmer. Il nie cependant être responsable du sort de Jessica, mais Chris et Mike l'emmènent dans une grange à part pour l’y attacher.
Emily et Matt se retrouvent coincés dans la forêt, le téléphérique étant fermé et une tempête de neige faisant rage, ils rejoignent une tour de communication pour appeler les secours. La tour finit par s'effondrer et Emily et Matt sont séparés dans les mines. Selon les actions du joueur, Matt survit, meurt de sa chute après sa rencontre avec une harde de cerfs ou une des créatures peuplant les tunnels. Emily découvre que Beth et Hannah ont également fini dans les tunnels, Beth est morte de la chute mais Hannah a survécu. Elle s'enfuit grâce à l'Inconnu et si elle ne meurt pas tuée par les créatures, rejoint le chalet.
L'Inconnu finit par arriver au chalet et raconte à ceux qui sont encore en vie que les créatures sont des «wendigos», des humains victimes de la malédiction lancée après la destruction de la montagne par les Cree, la tribu amérindienne qui y vivait. Quiconque commet l'acte de cannibalisme sur ces terres sacrées devient possédé par l’esprit du Wendigo et se transforme en une créature à la force et la résistance surhumaines. Chris veut ramener Josh et accompagne l'Inconnu dans la grange. Sur place, Josh a disparu, l'Inconnu finit décapité par un wendigo qui prend en chasse Chris. Mike choisit de retourner au sanatorium pour retrouver Josh, qui a les clés du téléphérique, et découvre que les mineurs qui ont survécu en 1952 sont également devenus des wendigos. Pour survivre, il doit faire exploser l'aile psychiatrique où ils sont enfermés. Samantha et les autres obtiennent des informations sur les wendigos par le journal de l’Inconnu et tentent de prévenir Mike. En chemin, un wendigo tente de piéger Ashley ou Chris. Mike et Sam finissent par comprendre qu'Hannah a survécu en se nourrissant du corps de Beth, mais qu’elle est devenue elle-même un wendigo. Ils retrouvent Josh, enfermé dans les mines et pris d'hallucinations, et en retournant au chalet, ils sont attaqués par Hannah.
S'ils sont encore en vie, Jessica et Matt se retrouvent dans les mines et fuient un wendigo. Mike et Sam reviennent au chalet avec les autres survivants, où les wendigos ont réussi à entrer. Ils restent immobiles alors que les wendigos et Hannah s'affrontent, et peuvent survivre s'ils parviennent à incendier la maison en utilisant un tuyau de gaz ouvert et une ampoule brisée. L'explosion attire les secours, qui arrivent à l'aube.
Le générique de fin montre les morts des personnages décédés et les témoignages des survivants à la police. Si Josh a survécu, il devient également un wendigo.

## Distribution
Will Byles révèle que les acteurs furent choisis pour leur apparence et leur look. L'équipe créative voulait à tout prix retrouver le côté cliché de « la bande de jeunes que l'on peut trouver dans les films d'horreurs dits slashers ». Hayden Panettiere était habituée à ce genre d'ambiance, l'actrice ayant joué par exemple dans Scream 4. Brett Dalton fut quant à lui choisi parmi plus de 2 000 participants à New York.
- Hayden Panettiere (VF : Dorothée Pousséo) : Samantha « Sam » Giddings : Elle est courageuse et était la meilleure amie d'Hannah[13]. Elle semblait avoir une attirance envers Josh, jusqu'à même penser avoir ses chances avec lui et pouvoir sortir avec lui. Appliquée, bienveillante et audacieuse, elle est très amie avec Chris avec qui elle alla au bal de fin d'année de leur lycée[14]. Ce personnage ne peut mourir qu'à la fin du jeu ou survivre.
- Brett Dalton (VF : Sylvain Agaësse) : Michael « Mike » Munroe : Charismatique et dragueur, il est l'ex-petit ami d'Emily[13]. Il est aussi le nouveau petit ami de Jessica à qui il s'attache au fur et à mesure du jeu. Malgré tout, il reste proche d'Emily, ce qui reste assez surprenant. Il est aussi débrouillard, déterminé et persuasif[14]. Ce personnage ne peut mourir qu’à la fin du jeu ou survivre.
- Nichole Bloom (VF : Alexandra Garijo) : Emily « Em » Davis : Elle est l'ex petite-amie de Michael et la copine actuelle de Matt[13]. Très à la mode, Emily est intelligente, persuasive, entreprenante et très peste, à la limite  méchante avec Matt comme avec Jessica ou Ashley. Elle semble se moquer complètement de son petit ami, ayant l'air de toujours s’intéresser à son ex, Mike[14]. Ce personnage peut mourir à partir du chapitre 8 ou survivre.
- Rami Malek (VF : Anatole de Bodinat) : Joshua « Josh » Washington : Il est le frère d'Hannah et Beth, le maître des lieux où se déroule le jeu. Il est gentil et est ami avec tout le monde[13]. Son père est réalisateur de films d'horreur et la montagne de Blackwood appartient à sa famille. Il semble avoir une attirance pour Sam, bien qu'il ne fasse pas grand chose pour la conquérir. Compliqué, il est aussi quelqu'un de réfléchi[14]. Il ne peut mourir qu'au dernier chapitre du jeu ou non, selon les trouvailles du joueur concernant Hannah et ce qui lui est arrivé après sa chute avec sa sœur jumelle.
- Noah Fleiss (VF : Alexandre Gillet) : Christopher « Chris » Hartley : Il est décrit comme sympathique, méthodique, protecteur, comique mais un peu timide. Il est le meilleur ami de Josh et est secrètement amoureux d'Ashley[13]. Il rencontra Josh au CE2 et accompagna Sam au bal de promo de leur lycée[14]. Ce personnage peut mourir à plusieurs moment à partir du chapitre 8 ou survivre.
- Galadriel Stineman (VF : Victoria Grosbois) : Ashley « Ash » Brown : Elle est studieuse, curieuse et honnête[14]. Elle est secrètement amoureuse de Chris. Elle est aussi peureuse[13]. Ce personnage ne peut mourir qu'à compter du chapitre 9 du jeu ou survivre.
- Meaghan Martin (VF : Fily Keita) : Jessica « Jess » Riley : Elle est décrite comme très sûre d'elle, mais aussi naïve et irrévérencieuse. Elle est aussi la nouvelle petite amie de Mike[13]. À la base très amie avec Emily, prenant même sa défense lorsqu'elle s'aperçoit qu'Hannah a un faible pour Mike au début du jeu, leur relation prend fin lorsqu'elle récupère Mike après que ce dernier a quitté Emily. Jessica a été élue reine du bal de son lycée[14]. Ce personnage est le premier (hormis les sœurs) à pouvoir mourir ou être sauvé dans le chapitre 4.
- Jordan Fisher (VF : Jean-Baptiste Anoumon) : Matthew « Matt » Taylor : Très gentil, Matt est sportif et ambitieux. Il est aussi le membre sage du groupe et le nouveau petit ami d'Emily[13]. Il reste très respectueux envers elle malgré les nombreuses réflexions désagréables d'Emily à l'égard de ce dernier[14]. Il peut mourir à partir du chapitre 6 ou survivre.
- Ella Lentini (VF : Adeline Moreau) : Hannah Washington : Elle est la sœur de Josh et aussi la sœur jumelle de Beth. Elle est très amoureuse de Mike. Il sera révélé qu'Hannah a survécu à sa chute de la falaise, en tombant dans les mines avec sa sœur[14].
- Ella Lentini (VF : Adeline Moreau) : Beth Washington : Elle est la sœur de Josh et aussi la sœur jumelle d'Hannah. Elle est protectrice envers elle et tentera de la protéger jusqu'à leur mort[14].
- Larry Fessenden (VF : Michel Voletti) : Jack Fiddler alias l'Inconnu : C’est un mystérieux personnage qui se révèle être un chasseur de wendigos. Il tente de sauver Beth et Hannah dans le premier chapitre. Il vit la majeure partie du temps dans les mines où vivent les wendigos. C’est lui qui enferme par ailleurs une grande partie des créatures dans le sanatorium.
- Peter Stormare (VF : François Siener) : Dr Alan J. Hill : un psychologue que Josh consultera quelque temps après la disparition de Hannah et Beth avant de renoncer pour préparer sa vengeance. Depuis, Josh est pris d'hallucinations où il continue ses séances avec le docteur dans une ambiance macabre.

## Système de jeu
Lors de sa présentation à la Gamescom de 2012, le joueur devait à l'origine avancer dans le jeu avec une vue en mode subjective et le personnage n'avait qu'une lampe-torche et quelques armes tout au long du jeu. Le jeu avançait alors dans plusieurs environnements comme une forêt, des mines et des vieilles cabanes. Se jouant uniquement avec le PlayStation Move à l'époque, il est dévoilé que le jeu ne se jouera à aucun moment de façon classique et que ce dernier a une durée de vie d'au moins 6 heures.
Aussi, le jeu se joue maintenant à la troisième personne. À la manière du jeu vidéo de Telltale Games, The Walking Dead, ou encore de Heavy Rain, le joueur doit décider du sort des personnages en choisissant d'échapper aux tueurs de différentes manières concluant, ou non, à plusieurs scénarios et fins différentes. Ainsi, si l'un des huit personnages meurt, son statut restera comme tel jusqu'à la fin du jeu,. En août 2014, il est annoncé que les développeurs ont choisi de laisser le PlayStation Move au profit de la DualShock 4.
Le joueur doit gérer son personnage en le déplaçant à l'aide du joystick analogique gauche tandis que les différents objets tenus par le personnage se déplacent en bougeant directement la manette. Le système PlayStation Move a été abandonné au profit de la DualShock 4 pour la remastérisation du jeu en 2015. La plupart des codes habituels du cinéma d'horreur sont présents, avec des zones très sombres, étriquées et des angles de caméra volontairement fixes pour que le joueur ne puisse pas voir ce qui l'attend.
Il est aussi révélé fin 2014 que le système du jeu demande au joueur de répondre à un questionnaire en début de partie pour connaître ses phobies.
Après qu'un mode multijoueur, de 2 à 12 joueurs, a été annoncé dans un communiqué de presse de PlayStation Hong Kong, plusieurs hypothèses sont émises comme la possibilité d'incarner le tueur du jeu. Finalement, Videogamer s'est vu confirmer par un représentant de Sony que le multijoueur n'était en réalité qu'une erreur de listing. Le jeu ne possède qu'un mode de jeu en solo.
Until Dawn se construit comme sous la forme d'une série télévisée, possédant 10 chapitres avec à chaque début un court passage où sont montrés les événements survenus précédemment. Selon le directeur créatif du jeu, Will Byles, il existe plus d'une centaine de fins différentes dans le jeu.
Tout au long du jeu, les joueurs pourront trouver des totems liés aux Premières Nations qui vivaient dans la région par le passé. Au moment où l'un des personnages touche un des totems, une brève vision apparaît tandis que le totem en question est un catalyseur de l'instant d'après: il peut s'agir de la mort d'un des personnages, d'un conseil avisé, d'un danger à venir, de la chance ou encore la perte potentielle d'un autre personnage.

## Univers

### Inspirations
Les développeurs d'Until Dawn ont annoncé s'être librement inspirés des slashers movies à succès, tels que Scream, Souviens-toi... l'été dernier, Vendredi 13, La Cabane dans les bois ou bien encore Saw, dont plusieurs scènes où un joueur a le choix entre tuer un autre personnage ou se tuer soi-même pour pouvoir sauver son compagnon.
Côté jeu, les développeurs se sont inspirés de Resident Evil tandis que côté films, ils voulaient que le jeu soit dès le départ familier aux joueurs, qu'ils se disent : «Je sais ce qu'il va se passer» et qu'ils reconnaissent d'où ça vient. Les inspirations se tournent donc vers Scream et des films de ce genre. Selon Will Byles : « tout le monde connaît les règles du style « le téléphone ne marche pas, il n’y a pas de réseau », etc. On peut considérer qu’Until Dawn est une adaptation de ces slashers mais seulement au début car après, on brise les règles et c’est là que ça devient vraiment effrayant. »

### Environnement
L'action de Until Dawn se déroule principalement dans un immense chalet perdu au milieu des bois, à Blackwood Pines, une large forêt canadienne. Celui-ci propose plusieurs étages, avec notamment un immense salon, une grande salle de bain, plusieurs chambres, une très grande cuisine, une salle de projection vidéo, et un très grand sous-sol.
Sont intégrés au jeu:
- la station du téléphérique, lieu où les personnages principaux se rendent pour atteindre le chalet
- la cabane isolée dans laquelle Mike et Jess se retrouvent afin d'avoir un peu plus d'intimité. Elle est située non loin du chalet, à quelques kilomètres
- la falaise, lieu où les sœurs Washington perdent la vie et où Matt peut mourir à son tour lorsqu'il se retrouve cerné par un groupe de cerfs avec Emily
- une tour de garde, dans laquelle Emily et Matt tentent de passer un appel de secours. Elle se trouve non loin de la falaise où les sœurs sont mortes un an avant
- un petit cabanon dans lequel Mike et Jessica rétablissent le courant
- les mines, c'est là où Mike se rend après avoir suivi la personne qui s'attaque à Jess. C'est également là où, Emily tombe après la chute de la tour de garde. Un éboulement s'y est produit en 1952, contraignant des mineurs au cannibalisme pour survivre
- le vieil hôtel, où Ashley et Chris sont enfermés et mis à l'épreuve
- le sanatorium, lieu qui ouvrit ses portes en 1922, devenant une attraction pour les jeunes gens des années 1920. À partir de 1930, le sanatorium dû se rabattre vers une clientèle plus modeste à cause de la Grande Dépression, puis aux années de guerre rendant l'argent très rare. C'est dans ce lieu que Mike atterrit après avoir suivi l'agresseur supposé de Jessica. Le sanatorium est relié au chalet par un tunnel
- la grande cabane dans laquelle Chris doit décider du sort d'Ashley et Josh et lorsque Josh est attaché par Mike et Chris.

### Personnages

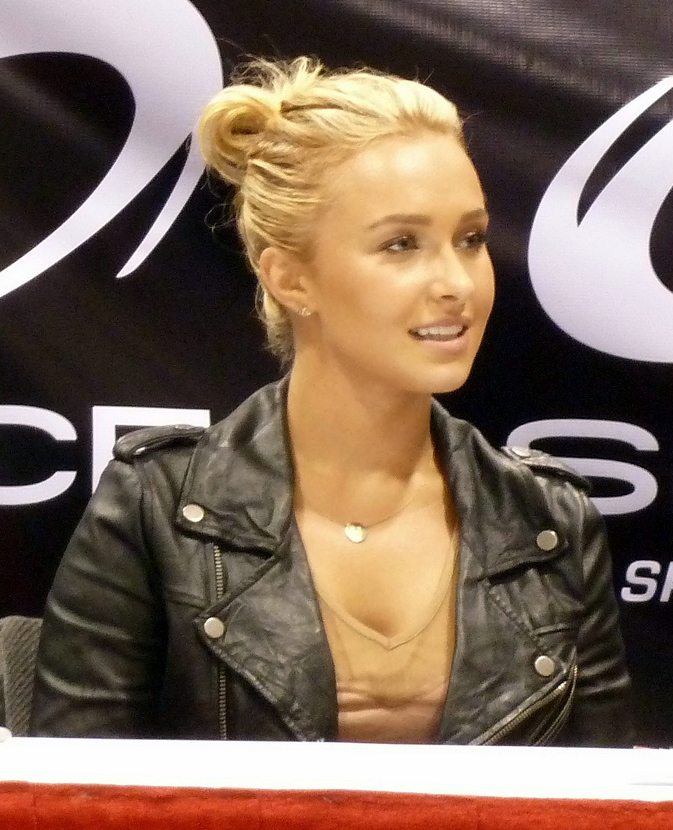
Hayden Panettiere, modélisée, interprète Samantha.
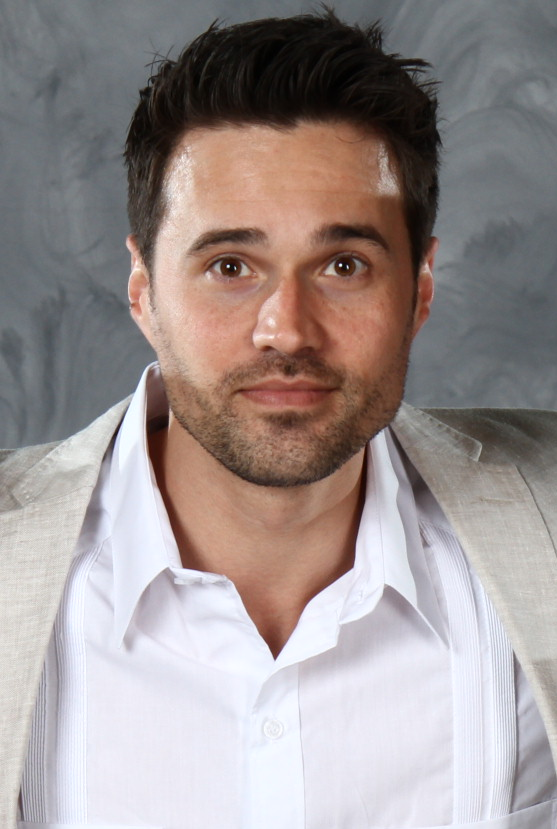
Brett Dalton, modélisé, interprète Mike.
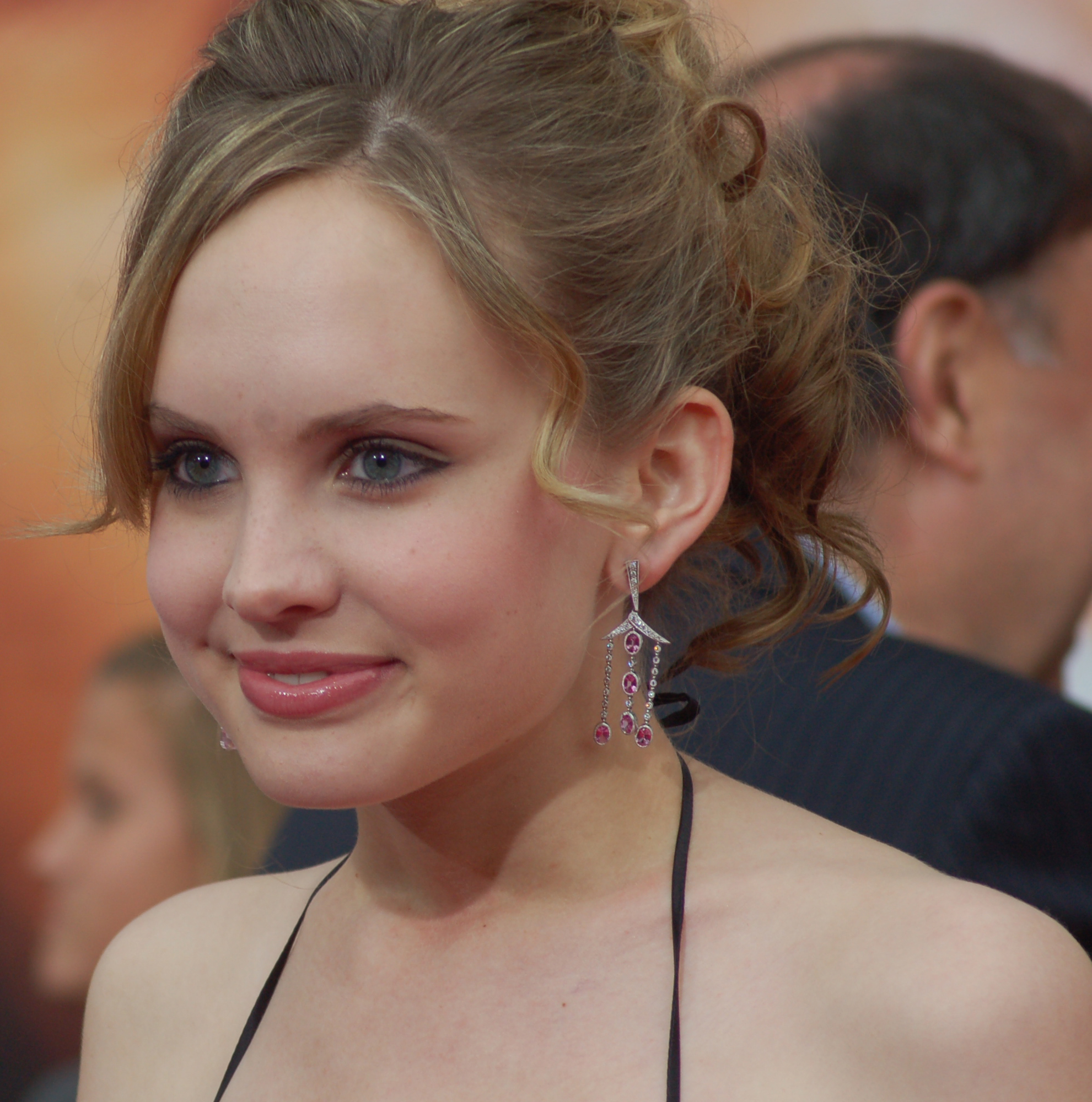
Meaghan Martin, modélisée, interprète Jessica.
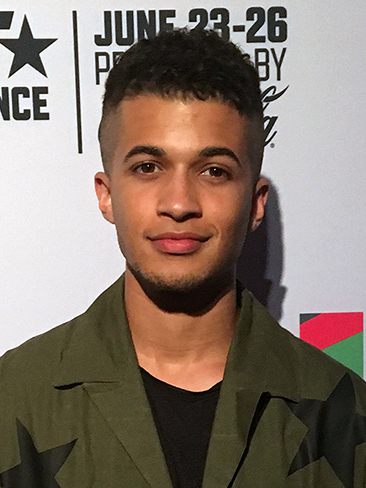
Jordan Fisher, modélisé, interprète Matt.
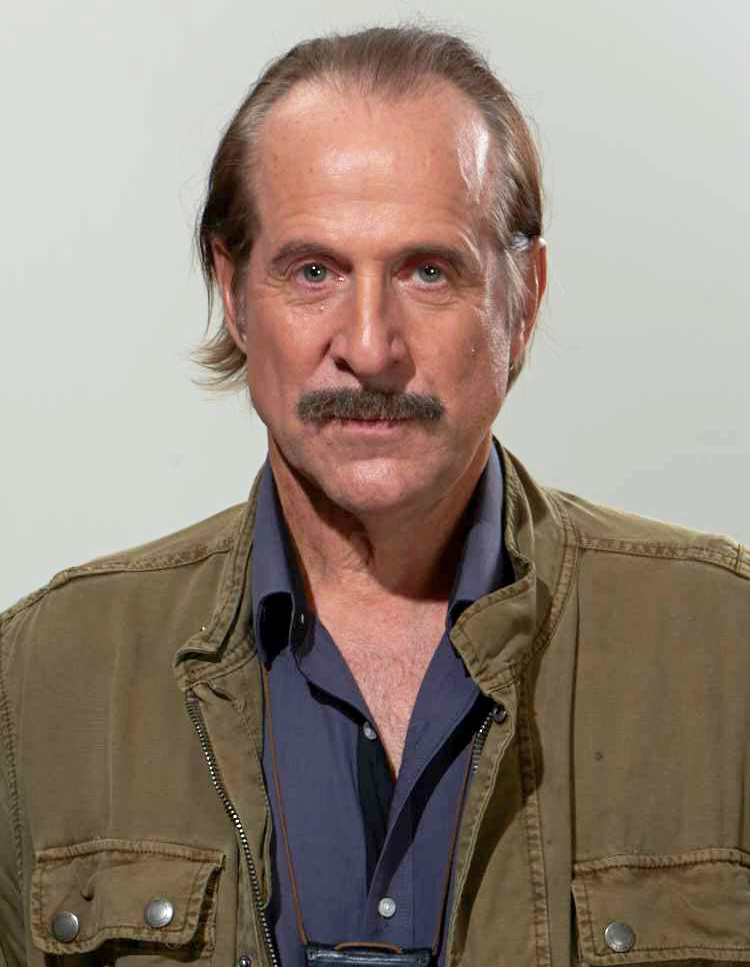
Peter Stormare, modélisé, interprète le Dr. A. J. Hill.
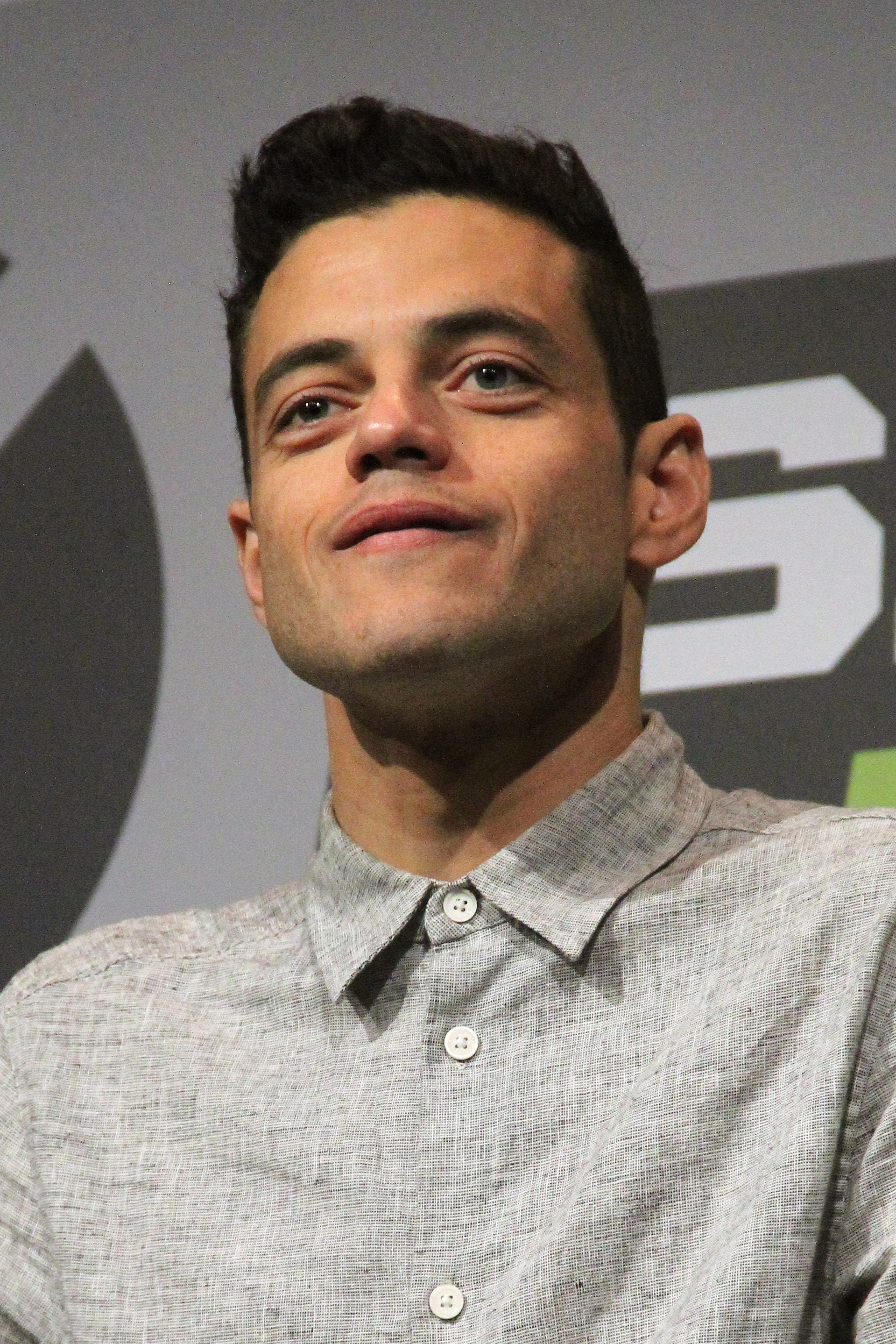
Rami Malek, modélisé, interprète Josh.

## Développement
Le jeu est écrit par Larry Fessenden et Graham Reznick, tous deux travaillant sur le projet depuis le début. Until Dawn était prévu pour ne sortir que sur PlayStation 3, se jouant uniquement avec le PlayStation Move. Toujours lors de la gamescom 2012, déjà à cette époque, le jeu était grandement inspiré de films d'horreur cultes comme Les Griffes de la nuit, Scream ou encore Souviens-toi... l'été dernier selon Vincent De Lavaissiere, journaliste pour JeuxActu, qui avait rencontré les développeurs du jeu qui lui avaient eux-mêmes expliqués s'être grandement inspirés de ces films pour la réalisation d'Until Dawn. Ce journaliste avait alors eu un avis très mitigé, critiquant principalement les graphismes du jeu et surtout l'animation faciale des personnages. Parallèlement, il met en avant un résultat satisfaisant quant à la musique qui en fait ressortir une ambiance angoissante au jeu. Le jeu était alors réservé pour le PlayStation Network et devait initialement sortir dans le courant de l'année 2013, sans qu'aucune date officielle ne soit communiquée. Dans la première bande annonce du jeu dévoilée le jour d'Halloween de l'année 2012, le jeu était interdit aux moins de 16 ans. La phrase d'accroche du jeu était alors, sous sa version traduite : « Si vous voulez que vos amis vivent, suivez mes instructions prudemment… ».
Puis, après avoir dévoilé cette bande annonce, les développeurs du jeu ne donnent plus aucune nouvelles de ce dernier, se faisant peu à peu oublier. Le jeu est alors en proie à plusieurs rumeurs d'annulation mais finalement, ce dernier fait partie d'une liste de jeux à faire leur apparition à la gamescom de 2014. Le jeu ne sera finalement pas distribué sur PlayStation 3 mais bien sur la PlayStation 4. À ce moment-là, des rumeurs annoncent que le jeu pourrait même être associé au Project Morpheus, le casque de réalité virtuelle de Sony Computer Entertainment qui verra le jour en 2015. Devenant une exclusivité PlayStation 4, les développeurs ont pu bien évidemment améliorer les graphismes du jeu, les bandes annonces prouvant que le jeu est devenu plus riche graphiquement et surtout au niveau de l'ambiance, devenue bien plus angoissante que sa version en 2012. Le jeu est développé sur « next gen » tandis que le scénario est écrit en collaboration avec des spécialistes du genre, à savoir Larry Fessenden et Graham Reznick. Will Byles dévoile que le scénario du jeu approche les 1000 pages de script environ. Les développeurs ont joué sur l'horreur, la peur et le dégoût. Pour la version remastérisée de 2015, tout le jeu fut refait : la qualité visuelle a été augmentée, toutes les séquences filmées et les dialogues furent repris ainsi que le scénario qui fut réécrit pour faire une histoire à embranchements ainsi qu'un effet papillon. Il est aussi dévoilé que cette version est beaucoup plus sombre que la première, cette dernière qui était semble-t-il plus comique et qui dégageait une ambiance plus légère.

À savoir qu'Until Dawn est conçu avec une évolution du moteur de Killzone: Shadow Fall.

« Nous utilisons une version améliorée du moteur de Killzone: Shadow Fall pour tirer parti de sa grande puissance visuelle. Ce dernier est à la pointe concernant l'animation des visages, les effets sonores ou encore les éclairages, afin de proposer des personnages convaincants dans un monde lugubre et réaliste. »

— Studio Supermassive Games
D'après la vidéo gameplay postée par le compte IGN en août 2014 sur YouTube, le jeu se tourne bien évidemment vers le genre du slasher mais aussi vers le fantastique puisque des apparitions fantomatiques feront leurs apparitions. Selon le site IMDB, la phrase d'accroche du jeu serait Live or Die. You Decide. qui peut se traduire par Vivre ou Mourir. À vous de choisir.
En France, les précommandes et achats en tant que membre du PlayStation Plus sont récompensés d'un chapitre bonus de 10 minutes aux côtés des personnages de Matt et Emily.
Le 31 juillet 2015, les développeurs de Supermassive Games annoncent sur leur compte Twitter qu'Until Dawn est désormais « Gold » et que le développement du jeu est terminé. Trois musiques du jeu sont dévoilées, dont le thème principal du tueur, ainsi que le nom du compositeur du jeu qui est Jason Graves.

## Promotion du jeu
Le jeu est présenté pour la toute première fois à la Gamescom 2012. Quelques semaines plus tard, une première bande-annonce fait son apparition le 31 octobre 2012, soit pour Halloween.
Le 15 août 2014, le jeu est mis en avant par une vidéo démo publiée sur YouTube par le compte IGN. Le gameplay d'une durée d'environ 24 minutes nous présente un passage ou les héros sont les personnages Ashley et Chris.
En septembre 2014, le jeu se dévoile un peu plus lors de l'Eurogamer qui se tenait à Londres. En effet, une vidéo de gameplay de dix minutes est dévoilée par les développeurs qui reviennent sur les dialogues du jeu qui auront une importance et un impact considérable au fil du jeu et sur les relations entre les personnages.
Lors de la PlayStation Experience de Las Vegas, une nouvelle vidéo de gameplay est dévoilée dans laquelle on y aperçoit le personnage de Samantha alias Sam, pourchassée par le tueur. On y aperçoit donc l'actrice Hayden Panettiere entièrement modélisée pour les besoins du personnage. La même démo, un peu plus décortiquée, est mise en ligne en décembre 2014 toujours en mettant en scène le personnage de Sam.
Le 13 février 2015, veille de la Saint-Valentin, une seconde bande-annonce du jeu est dévoilée sous le nom Roses are (Blood) Red (Les Roses sont Rouges (Sang)). Plusieurs personnages secondaires sont ici mis en avant dans cette bande-annonce aux airs de films d'amour, en référence à la Saint-Valentin, mais qui rappelle vite sur quoi le jeu est fondé : la peur.
C'est le 26 mai 2015 que la bande-annonce en version française est enfin dévoilée avec quelques images inédites dont la révélation que l'acteur Peter Stormare apparaîtra lui aussi dans le jeu pour prêter ses traits au personnage du Dr Hill. La date de sortie du jeu, le 26 août 2015 en Europe, est officiellement annoncée dans cette bande-annonce.
Plusieurs vidéos de gameplay font leur apparition comme celles centrées sur les duos Matt/Emily et Michael/Jessica.
Lors de la Gamescom de 2015 qui se déroule du 5 au 9 août, une autre bande-annonce française axée sur les choix des joueurs est révélée. Puis, ce sont trois bandes annonce qui sont mises en ligne. La première, réalisée sous la forme d'une bande-annonce de film d'horreur, se nomme Butterfly Effect tandis que les deux autres, filmées en prises de vues réelles, sont mises en ligne sous les noms Choices et The Road Not Taken.
Puis ce sont les 20 premières minutes du jeu qui sont dévoilées.
Le 25 août 2015, jour de sortie du jeu, l'«application compagnon» est disponible sous le nom Until Dawn: Your Compagnon. Elle permet aux joueurs de se connecter à leur jeux sur PS4 depuis leur smartphone afin de suivre leur avancée, retrouver le profil de leurs personnages, d’en apprendre davantage sur l’histoire de Blackwood Pines ou encore d’analyser les objets cachés découverts et de débloquer des secrets.
Le 29 octobre 2015, une bande annonce titré simplement "Halloween Trailer" est dévoilée pour l'évènement.

## Accueil

### Critiques
Les premières critiques sont très bonnes, avant même la sortie du jeu. Selon certains journalistes pour le site JeuxActu qui ont eu le privilège de jouer à la démo du jeu bien avant sa diffusion sur des sites comme YouTube, Until Dawn remplit parfaitement sa mission de jeu d'horreur: faire peur. 

« Until Dawn a réussi à remplir son contrat : provoquer chez nous de véritables sensations, en jouant de manière habile entre peur, sursaut, stress et angoisse. En quelques minutes, les développeurs parviennent en effet à installer une ambiance angoissante, jouant à la fois sur nos nerfs et les codes habituels des survival horrors, comme cette satanée horloge qu'on n'a pas vue venir. »

— Maxime Chao, journaliste pour JeuxActu.
Le jeu une fois sorti, Gameblog donne une note de 4 étoiles sur 5, mettant en avant « une ambiance incroyable, un scénario bien ficelé, des dialogues crédibles, une réalisation artistique bluffante, option de pouvoir refaire les chapitres une fois terminés et une histoire cohérente, peu importe les choix des joueurs et les morts de n'importe quels personnages. » Pour eux, les quelques faiblesses du jeu reste « un début assez mou, des petits ralentissements et des jump scares prévisibles. » Le site PlayFrance accorde aussi la note de 35 sur 40 pour Until Dawn. Les internautes du site Jeuxvideo.com accorde la très bonne note de 18 sur 20. Le site Science et Technologie accorde une note de 16 sur 20 notant un bon scénario, bien que classique, les différents personnages très intéressants, les nombreux éléments tirés de différents films d'horreurs qui sont très appréciables.
Du côté de la presse anglophone, le jeu est aussi très bien reçu, notamment par Metacritic qui accorde une note de 79 sur 100, s'appuyant sur 55 critiques, tandis que les utilisateurs accordent une note de 7,5 sur 10 (fondée sur 170 critiques), par VideoGamer.com qui lui accorde une note de 8 sur 10, plébiscitant les choix qui réalisent une réelle différence dans le jeu, des graphismes grandioses et une très bonne réalisation de l'horreur.
La presse australienne fait également des éloges, comme le site Cyber Shack qui lui accorde une note de 4 sur 5.
Malgré toutes ces critiques enthousiastes, une des scènes les plus marquantes du jeu, à savoir la mort de l'un des personnages, est censurée au Japon.
De par son succès et l'engouement que suscite le jeu, il est premier du classement des jeux les plus regardés sur YouTube Gaming pour le mois d'août 2015, surpassant Call of Duty: Black Ops III,. Par ailleurs, YouTube Gaming est une plateforme destinée aux jeux vidéo lancée le 27 août 2015. L'application en question permet d’accéder à des retransmissions de parties en direct ou à la demande.

### Ventes
Until Dawn se hisse à la première place de plusieurs classements des ventes de la rentrée 2015. Selon S.E.L.L., Until Dawn domine le classement des meilleures ventes de jeux sortis entre le 24 août et le 1er septembre en France,. Il prend la tête du classement des meilleures ventes sur PlayStation 4 et sur le classement général devant Metal Gear Solid V: The Phantom Pain. Il s'agît pour l'instant d'un classement biaisé car GfK et le S.E.L.L. prennent en compte les ventes prématurées du jeu de Kojima, celui-ci étant sorti le 1er septembre 2015.
Pour sa sortie au Royaume-Uni, Until Dawn surprend, lui qui pour certains deviendrait un flop, puisqu'il prend directement la seconde place du classement pour la fin de semaine du 29 août 2015. Il se retrouve derrière le jeu Gears of War: Ultimate Edition,.
Au Japon, le jeu entre à la 6e place du classement avec 17,472 ventes.
Selon NPD Group, Until Dawn fut le septième jeu le plus vendu aux États-Unis en août 2015.

### Distinctions
| Année | Cérémonie              | Catégorie                    | Résultat  | Réf    |
| ----- | ---------------------- | ---------------------------- | --------- | ------ |
| 2015  | Golden Joystick Awards | PlayStation Game of the Year | Nommé     | [ 75 ] |
| 2015  | The Game Awards        | Meilleur scénario            | Nommé     | [ 76 ] |
| 2015  | Global Game Awards     | Meilleur jeu d'horreur       | Gagné     | [ 10 ] |
| 2015  | Global Game Awards     | Meilleur jeu original        | Troisième | [ 10 ] |

## Postérité
Une sorte de jeu dérivé, intitulé Until Dawn: Rush of Blood, est annoncé par Sony lors de la Paris Games Week 2015. Le jeu est présenté comme un étant un jeu « stand alone », c'est-à-dire qu'il ne faut pas obligatoirement posséder Until Dawn pour jouer au jeu dérivé. Il ne s'agit pas non plus d'une sorte de DLC mais d'un jeu réservé au PlayStation VR. L'environnement du jeu se trouve être dans le même univers qu'Until Dawn sauf qu'il se déroule uniquement sur des rails, à la manière de montagnes russes.[style à revoir] Le jeu est un shoot 'em up.
En juin 2017, une préquelle à Until Dawn intitulée The Inpatient (en) est annoncée, se déroulant au sanatorium Blackwood soixante ans avant celui-ci. En 2022, 2K Games édite The Quarry, une suite spirituelle également développée par Supermassive Games. En janvier 2024, lors d'une diffusion en direct PlayStation State of Play, Sony annonce un remake d'Until Dawn réalisé avec l'Unreal Engine 5 par Ballistic Moon. Cette version est prévue sur PlayStation 5 et Microsoft Windows pour le 4 octobre 2024.